# Joachim Track
Joachim Track (* 9. November 1940 in Nürnberg; † 31. Mai 2023) war Professor für Systematische Theologie.

## Werdegang
Er war von 1976 bis 2005 Professor an der Augustana-Hochschule Neuendettelsau. Zuvor war er wissenschaftlicher Assistent am Lehrstuhl für Systematische Theologie bei Wilfried Joest (Universität Erlangen-Nürnberg). 1973 erfolgte die Promotion mit einer Arbeit über den theologischen Ansatz Paul Tillichs, 1974 die Habilitation für das Fach Systematische Theologie. Von 1974 bis 1976 war er Privatdozent an der Theologischen Fakultät Erlangen.
Track war langjähriges Mitglied der Landessynode der evangelisch-lutherischen Kirche in Bayern (1978–1996), Mitglied der Generalsynode der VELKD (1980–1986) und war seit 1997 Mitglied des Rates und des Exekutivkomitees des Lutherischen Weltbundes. Er war maßgeblich beteiligt an ökumenischen Gesprächen, so auch an einem Dialog mit der katholischen Kirche über die Rechtfertigungslehre, der 1999 in der Gemeinsamen Erklärung zur Rechtfertigungslehre mündete.
Ab dem 27. April 2007 war Track stellvertretender Vorsitzender des Kuratoriums der Augustana-Hochschule.
Joachim Track war in zweiter Ehe verheiratet mit Kerstin Gäfgen-Track.

## Veröffentlichungen (Auswahl)
- Der theologische Ansatz Paul Tillichs. Eine wissenschaftstheoretische Untersuchung seiner „Systematischen Theologie“. Göttingen 1975 (Forschungen zur systematischen und ökumenischen Theologie. Band 31).
- Sprachkritische Untersuchungen zum christlichen Reden von Gott. Göttingen 1977 (Forschungen zur systematischen und ökumenischen Theologie. Band 37).

## Einzelnachweis
1. ↑  LWB trauert um den Ökumeniker Joachim Track. Internetpräsenz des Lutherischen Weltbundes, 6. Juni 2023, abgerufen am 13. Juni 2023.

| Personendaten    | Personendaten                                                                                        |
| ---------------- | --- |
| NAME             | Track, Joachim                                                                                       |
| KURZBESCHREIBUNG | deutscher Theologe, Professor für Systematische Theologie an der Augustana-Hochschule Neuendettelsau |
| GEBURTSDATUM     | 9. November 1940                                                                                     |
| GEBURTSORT       | Nürnberg                                                                                             |
| STERBEDATUM      | 31. Mai 2023                                                                                         |